# پلیور

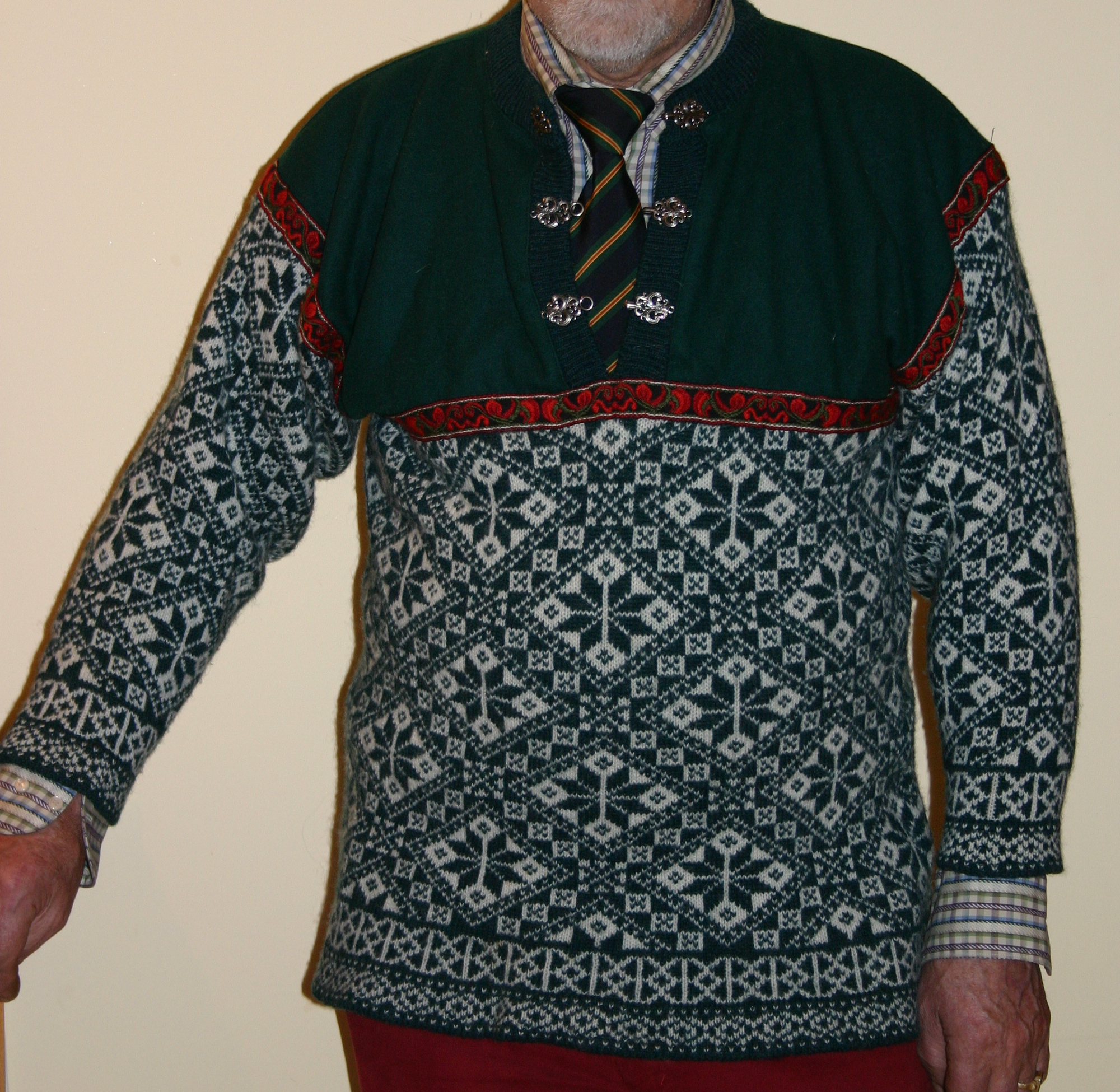
یک پلوور

پیراهن پشمی یا پیراهن بافته یا پُلیوِر یا پولُوِر (به انگلیسی آمریکایی: pullover) نوعی پوشاک بافتنی جلو بسته آستین بلند است که نیم‌تنه (معمولاً بالاتنه) و بازوها را می‌پوشانَد. فرق پلیور با ژاکت، باز بودنِ ژاکت از جلوست.
پلیور را روی تن‌پوش، بلوز، تی‌شرت، یا تاپ‌های دیگر می‌پوشند. گاهی اوقات هم آن را بدون هیچ لباس دیگری، به‌تنهایی می‌پوشند. پلیور به‌طور سنتی از پشم بافته می‌شود، ولی امروزه می‌توان آن را از کتان یا الیاف مصنوعی یا هر ترکیب دیگری هم بافت. پلیورها به‌وسیلهٔ شستن یا تمیز کردن خشک یا استفاده از یک پرزگیر یا قرص منسوجات نگهداری می‌شوند.